# Марго Ченинг
Марго Ченинг је измишљени лик из филма Све о Еви (1950), а тумачи га Бети Дејвис, која је за ову улогу добила Награду за најбољу глумицу на Канском филмском фестивалу, и била у конкуренцији за Оскар за најбољу главну глумицу.
Марго је најуспешнија холивудска и бродвејска звезда, увек је у центру пажње и веома је вољена у народу. Ипак, дошла је у године када мања улога или слабији филм могу да значе нагли пад популарности. Филмска индустрија је претрпана младим и атрактивним глумицама, а Ченингова је, иако још увек веома лепа, све само не млада. Једнога дана упознаје њену највећу обожаватељку, Еву Харингтон и запошљава је као своју помоћницу. Ева је лукава и амбициозна, па поред свакодневних послова, прати и скида опуштено понашање своје шефице код куће, њене наступе у јавности, глумачки стил. Убрзо и сама постаје спремна да прихвати глумачки позив, и то ни мање ни више него баш улогу намењену Ченинговој. Марго схвата да у позним четрдесетим свакако не може играти девојчурак, без обзира што је баш та улога прославила. Чак јој и неки њени пријатељи окрећу леђа, сматрајући да је дошло време да се змија згази за врат, и да Марго никада више неће наставити са својим бахатим и себичним понашањем ако схвати да више није звезда. После бројних приватних и пословних проблема, малих успеха и великих падова, она схвата да оно што је она дала својој публици никада неће нестати, без обзира на време, које је увек пролазило, и које ће увек пролазити.